# Bartosz Kwolek
Bartosz Kwolek (Płock, 17 luglio 1997) è un pallavolista polacco, schiacciatore del Warta Zawiercie.

## Palmarès

### Nazionale (competizioni minori)
- Campionato europeo under 19 2015
- XIII Festival olimpico della gioventù europea
- Campionato mondiale under 19 2015
- Campionato europeo under 20 2016
- Campionato mondiale under 21 2017
- Memorial Hubert Wagner 2018
- Memorial Hubert Wagner 2019

### Premi individuali
- 2015 - Campionato europeo under 19: MVP
- 2015 - Campionato mondiale under 19: MVP[2]
- 2016 - Campionato europeo under 20: Miglior schiacciatore[3]
- 2024 - Polska Liga Siatkówki: Miglior schiacciatore[4]